# Polydesmus orientalis
Polydesmus orientalis är en mångfotingart som beskrevs av Carl Graf Attems 1901. Polydesmus orientalis ingår i släktet Polydesmus och familjen plattdubbelfotingar. Inga underarter finns listade i Catalogue of Life.